# Медаль «Дружба»
Медаль «Дружба» (монг. Найрамдал медаль) — государственная награда Монгольской Народной Республики, медаль.

## История
Учреждена Указом Президиума Великого Народного Хурала Монгольской Народной Республики 20 апреля 1967 года в ознаменование 50-летия Великой Октябрьской социалистической революции для награждения граждан и коллективов за большой вклад о дело развития и укрепления братской дружбы советского и монгольского народов.

## Описание
Медаль изготовлена из серебра и имеет форму круга диаметром 36 мм с выступающим бортиком по окружности.
На аверсе медали в центре, на фоне рельефного фрагмента национального орнамента «өлзий хээ», символизирующего пожелание счастья, добра и благополучия, помещено рельефное изображение протянутых слева и справа рук, сомкнутых в рукопожатии, над которыми находится рельефная полукруглая надпись монг. Найрамдал — «Дружба», в нижней части медали — рельефное изображение двух сомкнутых основаниями лавровых ветвей, покрытое зелёной эмалью.
Реверс медали гладкий, без бортика, с выгравированным в нижней части круга номером награды.
В верхней части медали имеется круглое ушко, при помощи которого медаль, посредством кольца, прикрепляется к пятиугольной металлической колодке.
Колодка, ширина которой — 32 мм, высота в центральной части — 24 мм, окаймлена рельефным бортиком и узкими выступающими бортиками разделена на 5 вертикальных, покрытых прозрачной светло-синей эмалью полос. Ширина крайних полос — 3,5 мм, средних — 4 мм, центральной полосы — 5 мм.
Посередине центральной полосы изображена покрытая красной прозрачной эмалью пятиконечная звезда, обрамлённая узким выступающим бортиком.
Обратная сторона колодки гладкая, с горизонтальной металлической заколкой для прикрепления медали к одежде.
Общая высота медали с колодкой — 66 мм, масса — 30,3 грамма.
Также возможно ношение медали на пятиугольной советской колодке, обтянутой шёлковой муаровой лентой с полосами синего и белого цветов, ширина и порядок которых повторяют изображение серебряных бортиков и эмалевых полос металлической колодки.

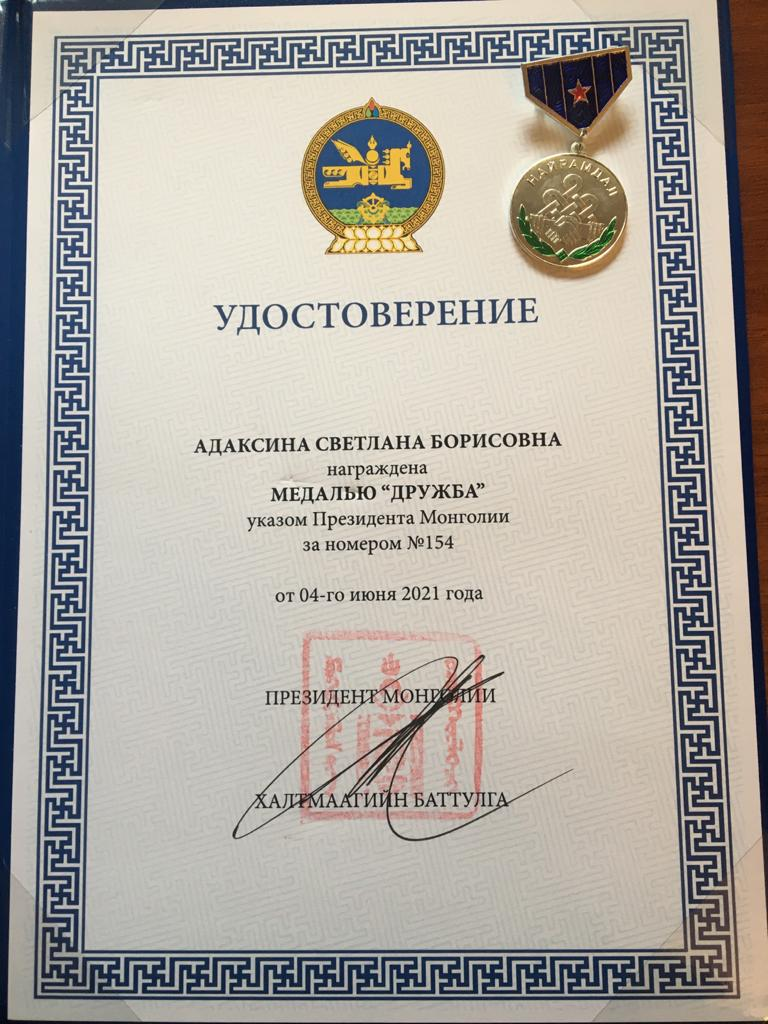

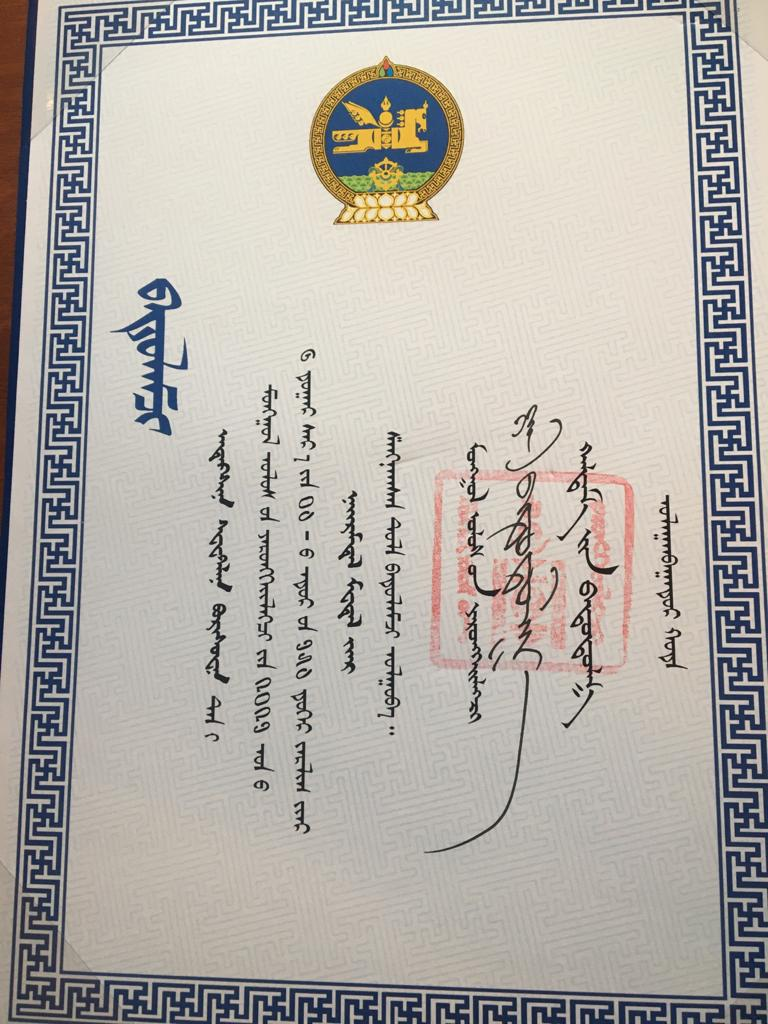